# Betula platyphylla
Pour les articles homonymes, voir bouleau de Mandchourie.
Espèce
Le bouleau de Mandchourie (Betula platyphylla) appelé aussi le « bouleau blanc japonais » ou le bouleau argenté de Sibérie, est un bouleau à l'écorce blanche qui peut atteindre 20 à 30 mètres de hauteur.

## Distribution et habitat
Le bouleau de Mandchourie se trouve dans les régions subarctiques de Sibérie, du nord de la Chine, du Japon et de la Corée.

## Sous-espèces
- Betula platyphylla susbp. mandshurica
- Betula platyphylla susbp. szechuanica